# Aulacoderus ghanensis
Aulacoderus ghanensis es una especie de coleóptero de la familia Anthicidae.

## Distribución geográfica
Habita en Ghana.